# Geophaps
Genre
Le genre Geophaps regroupe trois espèces de colombines de la famille des Columbidae. Il est endémique en Australie.

## Espèces
D'après la classification de référence (version 2.2, 2009) du Congrès ornithologique international (ordre phylogénique) :
- Geophaps plumifera – Colombine plumifère ;
- Geophaps scripta – Colombine marquetée ;
- Geophaps smithii – Colombine de Smith.